# Hemilamprops pellucidus
Hemilamprops pellucidus är en kräftdjursart som beskrevs av John Todd Zimmer 1908. Hemilamprops pellucidus ingår i släktet Hemilamprops och familjen Lampropidae. Inga underarter finns listade i Catalogue of Life.